# Фонд Святителя Василия Великого
Фонд святителя Василия Великого — российская некоммерческая частная организация, позиционируемая как благотворительный фонд. Фонд был основан в Москве в 2007 году, его учредителем является российский предприниматель Константин Малофеев.
В совет попечителей фонда на 2016 год входят помощник президента Путина Игорь Щеголев, исполнительный директор Marshall Capital Дмитрий Скуратов, режиссер Никита Михалков и настоятель Сретенского монастыря епископ Егорьевский Тихон (Шевкунов).

## История
В июле 2007 года Константин Малофеев учредил «Русское общество благотворителей в защиту материнства и детства». В феврале 2007 года была учреждена первая программа «Сердце ребёнка», направленная на финансирование лечения детей с врождёнными пороками сердца в российских специализированных клиниках. В январе 2008 года Малофеев выступил учредителем гимназии Святителя Василия Великого.
В июне 2010 года попечительский совет провёл переименование фонда: теперь он стал называться Фонд святителя Василия Великого.
С мая 2010 года фонд осуществляет поддержку Сретенской духовной семинарии, полностью обеспечивая учебный процесс и бытовые потребности. В октябре выступил меценатом фестиваля православных СМИ «Вера и слово». В ноябре открыл новую программу — «Храмы и монастыри», в рамках которой оказывает поддержку храмам Русской православной церкви; первым проектом этой программы стала поддержка храма святой мученицы Татианы при МГУ. Выступил с поддержкой проекта социальной и духовной реабилитации отбывших наказание заключённых в селе Костенки Воронежской области. В декабре открыл программу «Помощь наукограду Пущино».
В феврале 2011 года проведены реставрационные работы в храме Рождества Пресвятой Богородицы в селе Подмоклово — шедевра русской архитектуры XVIII века. 7 февраля фонд учредил Лигу безопасного Интернета (главной задачей которой была заявлена борьба с  порнографическими материалами с участием несовершеннолетних в русскоязычном интернете). В лигу вошли «ВымпелКом» («Билайн»), «МегаФон», МТС, «Ростелеком», Mail.ru, «Лаборатория Касперского», попечительский совет возглавил министр связи и массовых коммуникаций России Игорь Щёголев. С марта с целью борьбы с абортами посредством социальной рекламы на мониторах в женских консультациях фонд реализует программу «Живи, малыш!». В апреле выступил партнёром открытого регионального конкурса социальных проектов «Защита семьи, материнства и детства».
Примерно с 2011 года консультантом по пиару, ведущим несколько проектов фонда, был Александр Бородай.
С февраля 2012 года фонд осуществляет поддержку Свято-Троицкой духовной семинарии Русской православной церкви заграницей (Джорданвилль, США). В марте стал членом «Форума доноров» — коалиции работающих в России российских и иностранных донорских организаций.
В начале 2014 года фонд организовал провоз христианской реликвии (Даров волхвов) на территорию Украины; в сопровождении и охране Даров приняли участие члены праворадикального движения «Сорок Сороков», а также будущий сепаратист и министр обороны ДНР Игорь Стрелков (с которым Малофеева познакомил Бородай). На территории Крыма Малофеев попытался применить свой фонд для спонсирования пророссийских сепаратистов, но, по его же словам,  «собранные деньги были фактически украдены» путём заморозки в украинском банке. Турне реликвий обошлось в 13,75 млн руб., конфискованные у Малофеева средства составили более 30 млн руб.
С начала войны на Донбассе согласно договору, подписанному с Александром Бородаем, фонд периодически направлял в сепаратистские республики как бытовые грузы, так и предметы двойного назначения (бронежилеты, камуфляжную одежду, тепловизоры).
В 2015 году фонд перевозил по территории России и Беларуси ковчег с мощами князя Владимира.
По версии французского телеканала Canal+, в 2014—2015 годах фонд финансировал партии Жана-Мари Ле Пена и Марин Ле Пен во Франции, однако добавляет, что Зураб Чавчавадзе отказался подтвердить эту информацию и заявил журналистам, что они никогда не смогут доказать этот факт.
В 2015 году фонд договорился с бизнесменом Николаем Цветковым о ведении нескольких совместных проектов.
В 2017-2019 годах вице-президентом, а затем гендиректором фонда была Елена Мильская (с 2019 года — супруга главы МЧС РФ Александра Куренкова; впоследствии она была причастна к вывозу детей в Россию с оккупированных с 2022 года территорий Украины).
В 2018 году фонд попал в санкционный список Украины.
В 2023 году фонд (совместно с подозреваемой Международным уголовным судом в депортации украинских детей чиновницей Марией Львовой-Беловой) организовал на оккупированных территориях Донецкой, Луганской и Запорожской областей проект по ремонту детских домов и школ-интернатов «Счастливое детство».

## Финансирование и бюджет
Объявленный фондом бюджет в 2012 году составлял $42 млн.
В 2014 году бюджет фонда составил 1,1 млрд рублей, главные статьи расходов в том году выглядели так: строительство гимназии Василия Великого и покупка для неё оборудования — 400 млн рублей, финансирование церквей и монастырей — 248 млн, программа «Просвещение» — 175 млн, программа «Лига безопасного интернета» — 58 млн.
По словам Малофеева, на поддержку РПЦ в 2013 году фонд выделил более 300 млн руб., а в 2014 году — свыше 600 млн руб.